# 까렌다쉬 (인물)
까렌다쉬는 19세기 프랑스 풍자 화가이자 정치 만화가인 임마누엘 포레(1858년 11월 6일~1909년 2월 25일)의 필명이었다. 그의 첫 번째 작품이 나폴레옹 시대를 미화하는 반면, 그는 계속해서 "글자 없는 이야기"를 만들어 냈고, 르 피가로와 같은 신문의 기고가로서, 때때로 그는 만화의 선구자 중 한 사람으로 환영 받는다. 스위스의 필기구 회사 까렌다쉬는 그의 이름을 따서 지어졌다.

## 같이 보기
- 까렌다쉬 (기업)